# Blastodacna libanotica
Blastodacna libanotica ist ein Schmetterling (Nachtfalter) aus der Familie der Grasminiermotten (Elachistidae).

## Merkmale
Die Falter erreichen eine Flügelspannweite von 14 bis 15 Millimeter. Der Kopf glänzt weiß. Die Fühler sind weiß und grau geringelt. Der Thorax ist grau und hat vorn zwei grauweiße Flecke und hinten ein weißes Band. Die Tegulae sind grau und haben weiße hintere Ecken. Die Vorderflügel sind dunkel graubraun und an der Basis des Flügelinnenrandes fahler. Der Costalstrich ist weiß und mit ockerfarbenen und braunen Schuppen durchmischt. In der Diskalregion befindet sich ein rötlich brauner Fleck, der von weißen Linien in Form eines Dreiecks umrandet ist. Auf dem Vorderflügel befinden sich zwei dunkelbraune, erhabene Schuppenbüschel. Das erste befindet sich unterhalb der Costalfalte kurz vor der Flügelmitte, das zweite und größere liegt am Flügelinnenrand des weißen Dreiecks. Im Apikalbereich verläuft eine undeutliche unterbrochene weiße Linie. Die Fransenschuppen sind ockerfarben grau, am Apex dunkelbraun und mit zwei schwarzen Querlinien versehen. Die Hinterflügel schimmern hellgrau.
Bei den Männchen ist der Uncus sehr kurz und distal abgerundet. Die Gnathos-Arme sind lang, distal verjüngt und zur Mitte des Tegumens zurückgebogen. Die Spitze ist pilzförmig und mit vier Stachelreihen besetzt. Das Tegumen ist lang und distal verjüngt. Die Valven sind lang und an der Basis am schmalsten, sie weiten sich zum Apex, die Spitze ist abgerundet. Die Anellus-Lappen sind breit und gabelförmig. Der Costalarm ist länger und spitz, der dickste Bereich befindet sich vor der Spitze. Die Dorsalarme verlaufen parallel und sind am Apex nach innen gebogen. Der Aedeagus ist kräftig und distal zugespitzt. Auf der Vesica befinden sich zwei parallel verlaufende Reihen mit jeweils vier großen Dornen.
Bei den Weibchen weiten sich die Apophysen distal deutlich. Die Genitalplatte ist mehr oder weniger trapezförmig und mit Ausnahme der Mitte stark stachlig. Das Antrum ist sehr breit, konkav geformt und stachlig. Der Ductus bursae hat einen knollenförmigen Abschnitt der direkt mit dem Antrum verbunden ist. Das Corpus bursae hat kein Signum.
Das Ei wird von Talkhoud (1948) als hellbraun beschrieben. Diese Beobachtung stammt allerdings von geschrumpften Eiern, aus denen keine Raupen schlüpften. Im Vergleich dazu sind die Eier anderer Blastodacna-Arten zunächst transluzent weiß, später sind sie opak gelb und schließlich bräunlich.
Die Raupen sind ziemlich kurz und dick. Der Kopf ist dunkelbraun und hat auf jeder Seite eine ovale Gruppe aus sechs auffälligen weißen Ocellen. Die Mandibeln sind hellbraun. Die Prothorakalplatte ist dunkelbraun, weiß durchmischt und dorsal geteilt. Die Analplatte ist klein und dunkelbraun. Die Thorakalbeine haben auf jedem Segment ein dunkelbraunes Band. Das Abdomen ist beinfarben. Die Bauchbeine und der Nachschieber sind weißlich und über dem Nachschieber verläuft ein braunes Band. 
Die Puppe erreicht eine Länge von 5,6 bis 6,5 Millimeter und ist fahlbraun. Der vordere und hintere Teil sind dunkler. Die Flügelscheiden sind ziemlich kurz und reichen nur bis zur Mitte des sechsten Abdominalsegments. Im Gegensatz dazu reichen die Flügelscheiden bei Blastodacna atra bis fast an das Ende des Abdomens heran. Auf dem kombinierten neunten und zehnten Segment befinden sich zwei beinartige Protrusionen, die im Winkel von 30 bis 60 Grad zum Abdomen stehen. Diese sind vorn dicht mit hakenartigen Borsten versehen. Ein Kremaster ist nicht vorhanden.

### Ähnliche Arten
Blastodacna libanotica kann anhand des weißlichen Costalrandes der Vorderflügel und der weißen dreieckigen Zeichnung von anderen Arten unterschieden werden.

## Verbreitung
Blastodacna libanotica ist in Kleinasien und im Nahen Osten verbreitet.

## Biologie
Die Raupen  entwickeln sich an Birnen (Pyrus). Vom Sommer bis zum Anfang des Herbstes legen die Raupen in dünnen Zweigen Fraßgänge an. Diese beginnen im 30-Grad-Winkel und zeigen dann nach oben. Durch die Fraßtätigkeit entsteht eine gestreckte Pflanzengalle, die 11,5 bis 13,5 Millimeter lang und 7,3 bis 8,6 Millimeter breit ist. Sie ist in der Mitte mehr oder weniger eingeschnürt und hat am unteren Ende eine runde Öffnung. An einem Zweig können sich mehrere Gallen befinden. Vor der Verpuppung vergrößern die Raupen die Öffnung und glätten einen ringförmigen Bereich um die Öffnung herum. Am Ende des Herbstes verpuppen sich die Raupen in der Galle. Die Falter schlüpfen von Februar bis Mai. In der Türkei wurde die Art 2003 erstmals Schädling an Birnen festgestellt.